# Nikolai Tikhonov (cosmonauta)
Nikolay Vladimirovich Tikhonov (em russo:  Николай В. Тихонов, 23 de maio de 1982) é um cosmonauta aposentado que foi selecionado em 2006. Esperava que ele fizesse seu primeiro voo em 2020, na Soyuz MS-16, mas foi removido por motivos médicos.

## Carreira como cosmonauta
Após trabalhar como engenheiro na RKKE, ele foi selecionado para treino em 2006. Foi selecionado como suplente para a Soyuz MS-02. Chegou a ser um tripulante principal para a Soyuz MS-04, mas, devido a cortes no orçamento, a tripulação foi alterada e Tikhonov passou para a Soyuz MS-10. Outra vezes, ele foi removido do manifesto devido aos atrasos no módulo Nauka. Ele foi programado para voar na Soyuz MS-15, mas foi removido pela terceira vez após o lançamento abortado da Soyuz MS-10 e as mudanças seguintes ao evento. Foi programado que ele fizesse seu primeiro voo na Soyuz MS-16, mas foi substituído por motivos médicos.

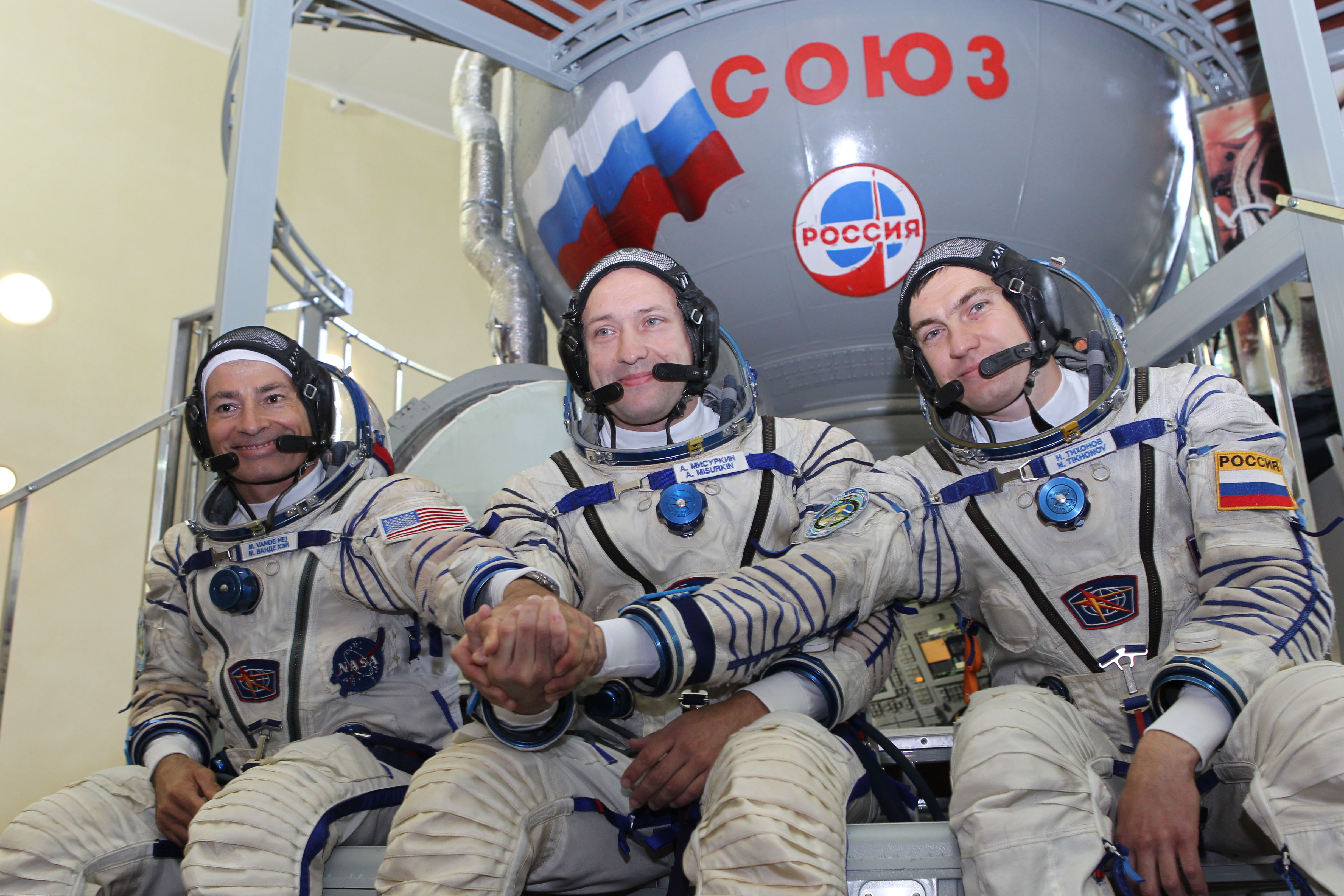
Tikhonov (direita) como parte da equipe suplente da Soyuz MS-02.

Em julho de 2020 foi anunciado que ele havia deixado o corpo de cosmonautas "devido a novas informações sobre sua saúde".